# Peti dan
Peti dan je razgovorna emisija Hrvatske radiotelevizije u kojoj intelektualci različitih svjetonazora, najčešće njih 4 ili 5, raspravljaju aktualne društvenopolitičke teme.

## Komentatori
Neki od dosadašnjih komentatora su: Nino Raspudić, Marija Selak, Aleksandar Musić, Boris Jokić, Petar Tomev Mitrikeski, Lana Bobić, Marijana Bijelić, Dean Duda, Rada Borić, Nadežda Čačinović, Ognjen Čaldarović, Srećko Horvat, Ankica Čakardić, Luka Popov, Antonio Šiber, Mima Simić, Matija Štahan, itd.

## Sezone

### 1. sezona (2010./11.)
U prvoj sezoni (2010./11.) moderatorica je Milana Vuković Runjić, a komentatori su bili Zvonko Maković, Velimir Visković, Igor Zidić i Slaven Letica.

### 2. sezona (2011./12.)
U drugoj sezoni (2011./12.) moderatorica je Ankica Čakardić, a komentatori su bili Nadežda Čačinović, Ognjen Čaldarović, Srećko Horvat, i Nino Raspudić.

### 3. sezona (2012./13.)
U trećoj sezoni (2012./13.) moderatorica je Ankica Čakardić, a komentatori su bili Nadežda Čačinović, Ognjen Čaldarović, Srećko Horvat i Nino Raspudić.

### 4. sezona (2013./14.)
U četvrtoj sezoni (2013./14.) moderatorica je Mima Simić, a komentatori su bili Nadežda Čačinović, Dean Duda, Nino Raspudić i Antonio Šiber.

### 5. sezona (2014./15.)
U petoj je sezoni (2014./15.) moderatorica je Mima Simić, a komentatori su bili Nadežda Čačinović, Dean Duda, Nino Raspudić i Antonio Šiber.

### 6. sezona (2015./16.)
U šestoj sezoni (2015./16.) komentatori su bili Rada Borić, Marija Selak, Dean Duda, Antonio Šiber i Nino Raspudić.

### 7. sezona (2016./17.)
U šestoj sezoni (2016./17.) komentatori su bili Rada Borić, Marija Selak, Boris Jokić, Luka Popov, i Nino Raspudić.

### 8. sezona (2017./18.)
U osmoj sezoni (2017./18.) moderatorica je Gabrijela Perišić, a komentatori su Boris Jokić, Aleksandar Musić, Nino Raspudić, Marija Selak i Petar Tomev Mitrikeski.
| Epizoda | Teme                                                                        | Moderator         | Komentatori                               | Datum emitiranja |
| ------- | --------------------------------------------------------------------------- | ----------------- | ----------------------------------------- | ---------------- |
| 1.      | Blogom protiv Vlade RH, Katalonija, Izložba Vaska Lipovca                   | Gabrijela Perišić | Jokić, Mitrikeski, Musić, Raspudić, Selak | 6. 10. 2017.     |
| 2.      | Katolički aktivizam, Hrvatski muškarci i kućanski poslovi, Ludi za trčanjem | Gabrijela Perišić | Jokić, Mitrikeski, Musić, Raspudić, Selak | 3. 11. 2017.     |
| 3.      | Saborska povjerenstva, Hollywoodski zlostavljači, Karikatura                | Gabrijela Perišić | Jokić, Mitrikeski, Musić, Raspudić, Selak | 21. 11. 2017.    |
| 4.      | Godina od izbora Donalda Trumpa, Proricanje, Agape                          | Gabrijela Perišić | Jokić, Mitrikeski, Musić, Raspudić, Selak | 8. 12. 2017.     |
| 5.      | Istanbulska konvencija, Prosjačenje, Advent                                 | Gabrijela Perišić | Jokić, Mitrikeski, Musić, Raspudić, Selak | 15. 12. 2017.    |
| 6.      | Uhljebljivanje, Zagrebačko sveučilište, Književni prijedlozi                | Gabrijela Perišić | Jokić, Mitrikeski, Musić, Raspudić        | 12. 1. 2018.     |
| 7.      | Kosovo, Govor mržnje na internetu, Film Osmi povjerenik                     | Gabrijela Perišić | Jokić, Musić, Raspudić, Selak             | 19. 1. 2018.     |
| 8.      | Ljevica, Kloniranje, Ciganin, ali najljepši                                 | Gabrijela Perišić | Mitrikeski, Musić, Raspudić, Selak        | 2. 2. 2018.      |
| 9.      | Nazivi ulica i javnih površina, Nasilje i mladi, Hygge                      | Gabrijela Perišić | Jokić, Mitrikeski, Raspudić, Selak        | 9. 2. 2018.      |
| 10.     | Aleksandar Vučić u RH, Samo ljubav                                          | Gabrijela Perišić | Jokić, Mitrikeski, Musić, Raspudić        | 16. 2. 2018.     |
| 11.     | Vijeće za suočavanje s prošlošću, Osamljenost, Florence Foster Jenkins      | Gabrijela Perišić | Jokić, Mitrikeski, Musić, Selak           | 2. 3. 2018.      |
| 12.     | Vlasnici i stanari, Ravnopravnost, Tri plakata izvan grada                  | Gabrijela Perišić | Mitrikeski, Musić, Raspudić, Selak        | 9. 3. 2018.      |

### 9. sezona (2018./19.)
U devetoj sezoni (2018./19.) moderatorica je Gabrijela Perišić, a komentatori su Marijana Bijelić, Lana Bobić, Aleksandar Musić, Nino Raspudić, Marija Selak i Petar Tomev Mitrikeski.
| Epizoda | Teme                                                                            | Moderator         | Komentatori                          | Datum emitiranja |
| ------- | ------------------------------------------------------------------------------- | ----------------- | ------------------------------------ | ---------------- |
| 1.      | Kriza u SDP-u, Na ulicama Vukomerca, Nogomet                                    | Gabrijela Perišić | Mitrikeski, Raspudić, Selak          | 21. 9. 2018.     |
| 2.      | HDZ, Eutanazija, Igrice                                                         | Gabrijela Perišić | Mitrikeski, Raspudić, Selak          | 28. 9. 2018.     |
| 3.      | Makedonija, Prekvalifikacija                                                    | Gabrijela Perišić | Mitrikeski, Musić, Raspudić, Selak   | 5. 10. 2018.     |
| 4.      | Izbori u BiH, Sudac Brett Kavanaugh                                             | Gabrijela Perišić | Bobić, Musić, Raspudić, Selak        | 12. 10. 2018.    |
| 5.      | Migrantska kriza, Bez anestezije u 21. stoljeću, Brade i brkovi                 | Gabrijela Perišić | Bobić, Mitrikeski, Musić, Raspudić   | 26. 10. 2018.    |
| 6.      | Marakeški sporazum, 12 pravila za život                                         | Gabrijela Perišić | Mitrikeski, Musić, Raspudić, Selak   | 9. 11. 2018.     |
| 7.      | Moderno domoljublje, Kultura i marketing                                        | Gabrijela Perišić | Bobić, Musić, Raspudić, Selak        | 16. 11. 2018.    |
| 8.      | Moral i politika, Reality TV                                                    | Gabrijela Perišić | Bobić, Mitrikeski, Musić, Raspudić   | 30. 11. 2018.    |
| 9.      | Bećarac na sudu, GMO bebe, Andrija Maurović                                     | Gabrijela Perišić | Bobić, Mitrikeski, Raspudić, Selak   | 7. 12. 2018.     |
| 10.     | Nasilje u školi, Žuti prsluci                                                   | Gabrijela Perišić | Mitrikeski, Musić, Raspudić, Selak   | 14. 12. 2018.    |
| 11.     | Nada, Knjiga pod bor                                                            | Gabrijela Perišić | Bobić, Mitrikeski, Raspudić, Selak   | 21. 12. 2018.    |
| 12.     | Lijevo ili desno, Film Koja je ovo država                                       | Gabrijela Perišić | Bobić, Musić, Raspudić, Selak        | 11. 1. 2019.     |
| 13.     | Nadriliječništvo, Podunavlje                                                    | Gabrijela Perišić | Bobić, Mitrikeski, Musić, Selak      | 18. 1. 2019.     |
| 14.     | Hrvatsko podunavlje, Kako preživjeti siječanj                                   | Gabrijela Perišić | Musić, Raspudić, Selak               | 25. 1. 2019.     |
| 15.     | Jugoistočna Europa i geopolitika, Lažne vijesti                                 | Gabrijela Perišić | Bobić, Mitrikeski, Musić, Raspudić   | 1. 2. 2019.      |
| 16.     | Lektira, Zoltan Novak – Svijet bez mjere, MSU, Legenda o svetom Muhli, Komedija | Gabrijela Perišić | Bobić, Musić, Raspudić, Selak        | 15. 2. 2019.     |
| 17.     | Nasilje, Seksualnost nekad i danas                                              | Gabrijela Perišić | Bobić, Mitrikeski, Musić, Selak      | 22. 2. 2019.     |
| 18.     | Debata Žižek vs. Peterson, Knjiga i čitanje                                     | Gabrijela Perišić | Bijelić, Musić, Raspudić, Selak      | 26. 2. 2019.     |
| 19.     | Macronov manifest, Prosvjedi                                                    | Gabrijela Perišić | Bijelić, Mitrikeski, Musić, Raspudić | 22. 3. 2019.     |
| 20.     | Mladi i konzervativni, Angažirana glazba                                        | Gabrijela Perišić | Bijelić, Mitrikeski, Raspudić, Selak | 5. 4. 2019.      |
| 21.     | Kanabis za medicinske svrhe, Teorije urote                                      | Gabrijela Perišić | Bijelić, Mitrikeski, Raspudić, Selak | 10. 5. 2019.     |
| 22.     | Kanonizacija, Populizam i zdravlje                                              | Gabrijela Perišić | Bijelić, Mitrikeski, Musić, Raspudić | 17. 5. 2019.     |
| 23.     | Građani hodaju, Eurosong                                                        | Gabrijela Perišić | Bijelić, Mitrikeski, Musić, Selak    | 24. 5. 2019.     |
| 24.     | EU izbori, Neka jedu kolače                                                     | Gabrijela Perišić | Bijelić, Raspudić, Selak             | 31. 5. 2019.     |

### 10. sezona (2019./20.)
U desetoj sezoni (2019./20.) moderatorica je Gabrijela Perišić, a komentatori su Marijana Bijelić, Lana Bobić, Aleksandar Musić, Nino Raspudić, Marija Selak, Petar Tomev Mitrikeski, Igor Mikloušić i Tihomir Dujmović.

### 11. sezona (2020./21.)
U jedanaestoj sezoni (2020./21.) moderatorica je Gabrijela Perišić, a komentatori su Marijana Bijelić, Lana Bobić, Aleksandar Musić, Petar Tomev Mitrikeski, Matija Štahan i Tihomir Dujmović.

## Vanjske poveznice
- Facebook stranica emisije